# Teatro comunale (Porto San Giorgio)
Il Teatro comunale di Porto San Giorgio, già Teatro Vittorio Emanuele II, fu inaugurato nel 1817, dopo cinque anni di lavori. Conta 278 posti, di cui 150 in platea e 128 nei tre ordini di palchi.

## Storia

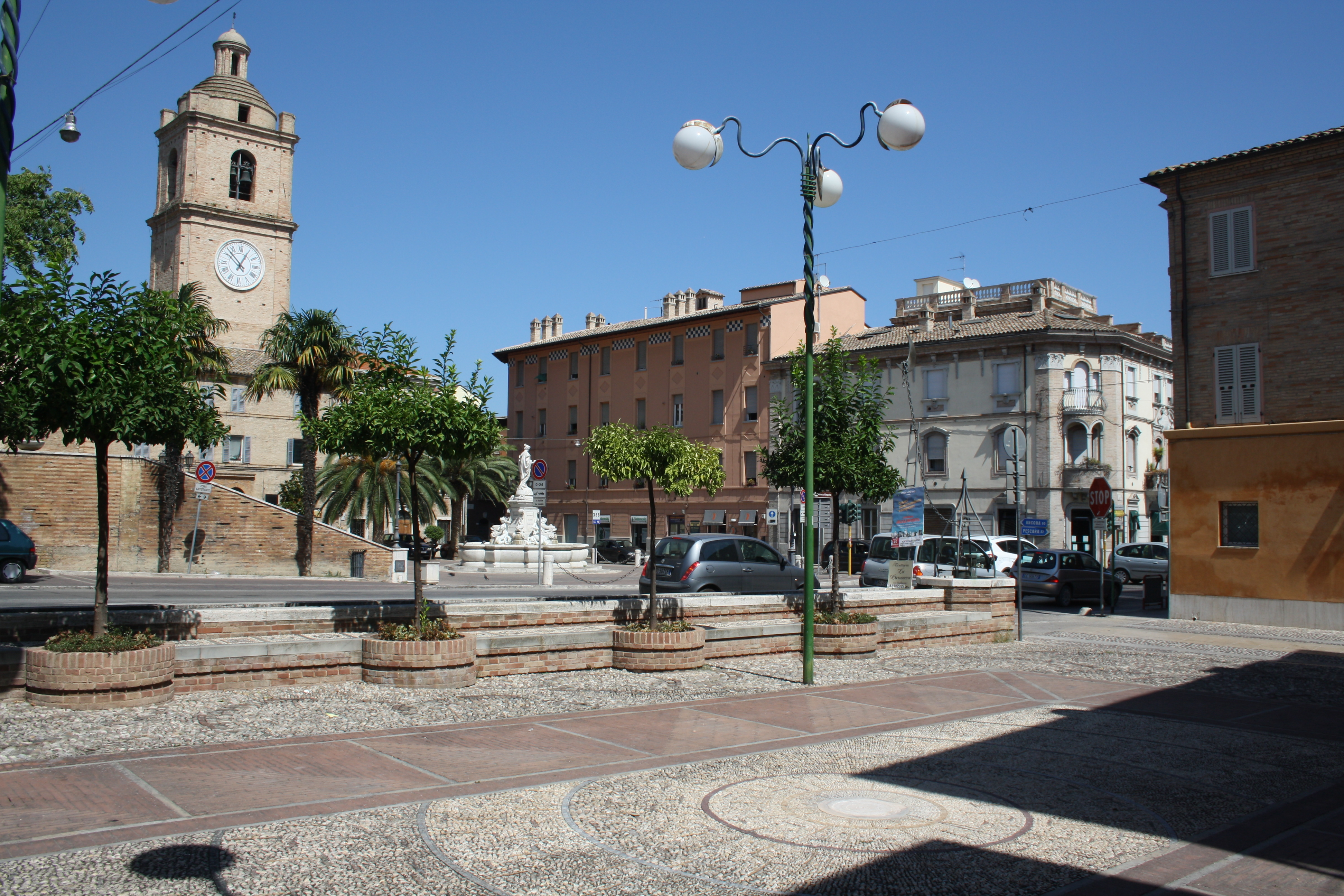
Piazza San Giorgio vista da Largo del Teatro

La costruzione del teatro venne ultimata nel 1817, dopo cinque anni di lavori su progetto dell'architetto Giuseppe Locatelli.
Successivamente il teatro subì varie modifiche strutturali sino a raggiungere l'attuale sua forma architettonica nel 1860, quando venne intitolato a Vittorio Emanuele II a seguito della tappa fatta a Porto San Giorgio dal Re durante un viaggio. L'avvenimento ispirò lo scenografo Mariano Piervittori per la pittura del grande sipario del teatro, che poi venne trafugato (o perduto) negli anni '60.
Nel 1910, il pittore sangiorgese Sigismondo Nardi affrescò la volta del teatro con una grande allegoria delle arti e del destino umano, incorniciata in una trama di stelle (ottenute con l'effetto del soffitto sfondato) e di reti, significanti la vocazione peschereccia della città e dei suoi abitanti.
Nel 1950 il teatro divenne di proprietà comunale, cambiando il nome in Teatro comunale.
Chiuso durante la seconda guerra mondiale e per quasi tutto il secondo dopoguerra, il teatro fu riaperto al pubblico nel 1992, a seguito di alcuni anni di restauro che lo hanno restituito alla forma originaria.

## Architettura
L'edificio si trova nei pressi della Statale Adriatica e presenta una pianta rettangolare con facciata in laterizio, sulla quale è apposta una lastra di travertino su cui campeggia il motto "Castigat ridendo mores" delimitato da due mascheroni raffiguranti la tragedia e la commedia. La sala, a ferro di cavallo, è delimitata da tre ordini di palchi di cui l'ultimo è trasformato in loggione. Le decorazioni sono in stucco policromo.
Al terzo piano, il teatro presenta un elegante foyer arredato con poltroncine e divani e intitolato a Antoine de La Sale, il cavaliere che nel 1420 si recò sui Monti Sibillini alla ricerca della Sibilla.